# Akcja Getto

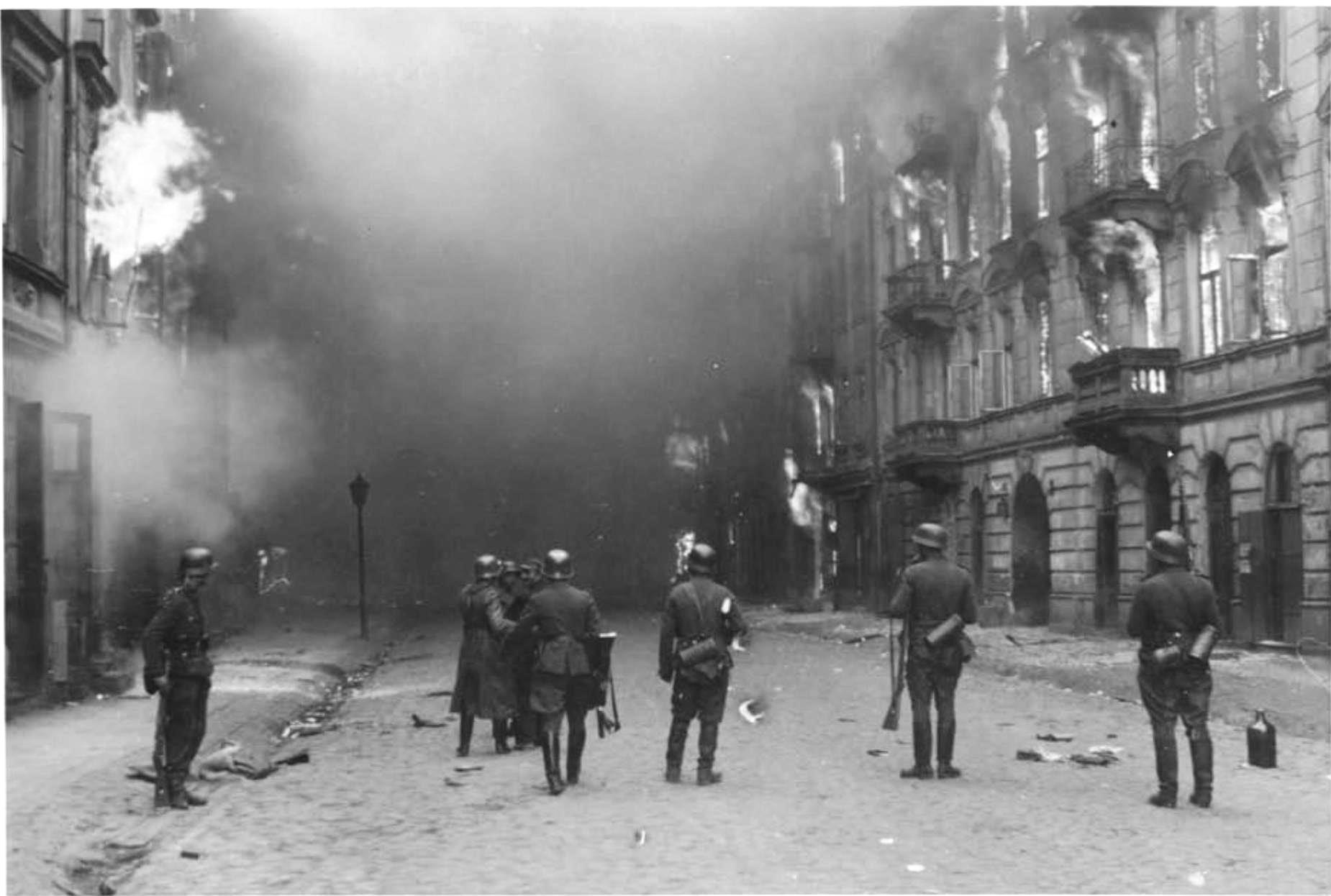
Ulica getta warszawskiego w czasie powstania – zdjęcie z raportu Stroopa

Akcja Getto – kryptonim akcji zbrojnych polskiego Państwa Podziemnego w czasie powstania w getcie warszawskim mających na celu pomoc powstańcom. Nazwę nadano szeregowi akcji bojowych przeprowadzonych przez Armię Krajową w czasie powstania pomiędzy 19 kwietnia 1943 a 16 maja 1943 roku.

## Geneza

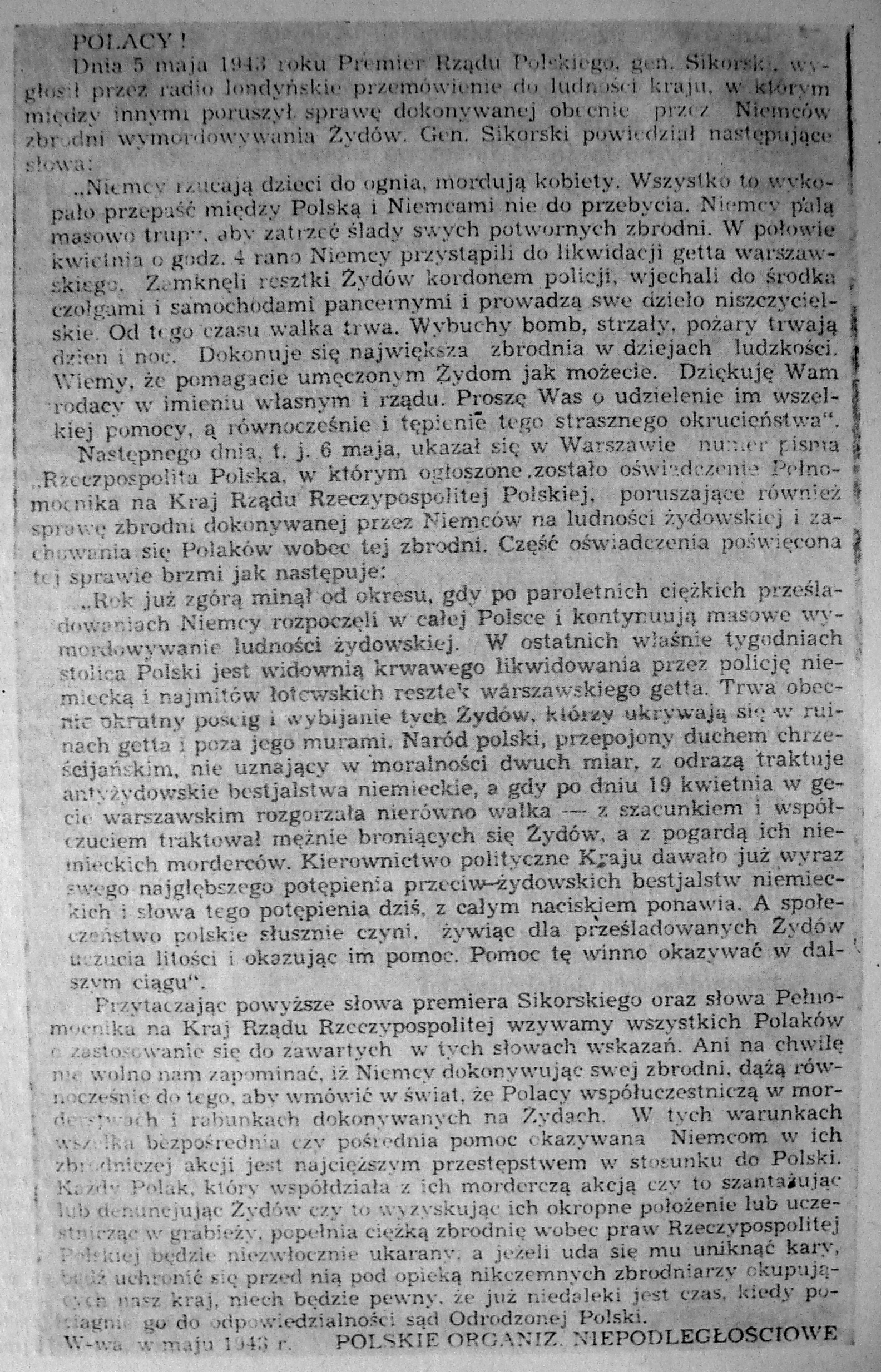
Ulotka wydana w Warszawie w maju 1943 roku z apelem Władysława Sikorskiego o pomoc Żydom oraz potępieniem Polaków pomagającym Niemcom z podpisem Polskie Organizacje Niepodległościowe.

### Dostawy broni
Przekazywanie pierwszych partii broni do warszawskiego getta przeznaczonych dla obu żydowskich organizacji bojowych: Żydowskiego Związku Wojskowego powiązanego z prawicową partią Syjonistów-Rewizjonistów i stowarzyszonym z nią młodzieżowym Betarem, oraz lewicowej Żydowskiej Organizacji Bojowej związanej z socjalistycznym Bundem, rozpoczęto już w grudniu 1942 roku. Akcja przekazywania broni żydowskim konspiratorom została poszerzona po skutecznej akcji zbrojnej ŻOB przeciwko hitlerowcom w styczniu 1943, pozytywnie ocenionej przez polskie podziemie. Według danych zebranych przez Władysława Bartoszewskiego, okręg warszawski AK przekazał ŻOB: 90 pistoletów z dwoma magazynkami każdy oraz amunicją, 600 granatów ręcznych (w przybliżeniu 500 obronnych i 100 zaczepnych), 1 erkaem, 1 pistolet maszynowy, oraz około 165 kg materiałów wybuchowych (głównie szedytu produkcji konspiracyjnej) i około 400 zapalników do nich (także produkcji własnej) i plastik ze zrzutów angielskich.
...oglądałem arsenał broni ŻZW. Lokal mieścił się w domu niezamieszkanym, tzw. dzikim, przy ul. Muranowskiej 7, w sześciopokojowym lokalu na pierwszym piętrze.(...). W dużych salach były zawieszone na wieszakach rozmaite rodzaje broni, a więc karabiny maszynowe ręczne, karabiny, rewolwery najrozmaitszego gatunku, granaty ręczne, torby z amunicją, mundury niemieckie intensywnie wyzyskane podczas akcji kwietniowej itp.(...) W czasie mojej obecności dokonano u byłego oficera armii polskiej zakupu broni na ćwierć miliona złotych, na co dano zaliczkę w wysokości 50 000 zł. Zakupiono 2 karabiny maszynowe po 40 000 zł każdy, większą ilość granatów ręcznych i broni. – Emanuel Ringelblum dziennik 1943.
Podobnej pomocy powiązana z AK organizacja bojowa Korpus Bezpieczeństwa udzieliła ŻZW, który to według jednego źródła otrzymać miał przez lub bezpośrednio od KB: 15 karabinów maszynowych, 20 pistoletów maszynowych, ponad 40 karabinów i 170 pistoletów, 1000 granatów oraz amunicję. Dzięki tym kontaktom ŻZW był w dniu powstania dużo lepiej niż ŻOB wyposażony w broń. Według relacji Henryka Iwańskiego: „Dostarczaliśmy (...) od roku 1940 do 1943 broń, amunicję i granaty (...) W marcu i kwietniu 1943 roku przed wybuchem powstania dostarczyliśmy do getta duże ilości broni maszynowej i ręcznej, amunicję kilkanaście skrzynek granatów „filipinek” (...) W toku powstania w getcie nasi ludzie, głównie strażacy – członkowie OW KB około 20 razy dostarczyli bojowcom żydowskim amunicję”. O uzbrojeniu ŻZW pisze w swoim pamiętniku żydowski historyk oraz naoczny świadek Emanuel Ringelblum, który odwiedził ich kwaterę i był pod wrażeniem zgromadzonego przez nich arsenału broni. Widział różne rodzaje broni zawieszone na ścianach, a także był świadkiem zakupu przez żydowskich bojowników kolejnej partii uzbrojenia.
Pomoc Armii Krajowej jeżeli chodzi o zaopatrzenie w broń potwierdził Marek Edelman z lewicowego ŻOB-u: „Pod koniec grudnia 1942 roku otrzymaliśmy nasz pierwszy transport broni od Armii Krajowej. Nie było tego wiele, tylko 10 pistoletów. Nie mniej umożliwiło to naszą pierwszą akcję zbrojną [...] Pod koniec stycznia 1943 r. otrzymaliśmy pięćdziesiąt większych pistoletów i pięćdziesiąt pięć granatów od Komendy Głównej AK [...] W marcu 1943 każdy z naszych partyzantów miał pistolet i 10–15 sztuk amunicji, 4–5 granatów i tyle samo butelek zapalających. Dwa lub trzy karabiny przydzielone były do każdej sekcji dzielnicowej. Mieliśmy jeden tylko karabin maszynowy.”
Oprócz dostaw broni dowódca AK gen Stefan Rowecki „Grot” zlecił również przeprowadzenie pomocy instruktażowej oraz szkoleń dywersyjno-bojowych, polegających głównie na nauce konstruowania bomb, granatów oraz butelek zapalających prowadzonych przez zastępcę dowódcy Kedywu Okręgu Warszawskiego kpt. Zbigniewa Lewandowskiego[./Akcja_Getto#cite_note-CITEREFStrzembosz1983275-14 [14]]. Szkolenia te skierowane były do członków ŻOB-u. ZŻW nie był uznawany przez kierownictwo AK, jednak członkowie tej organizacji należący do Betaru szkoleni byli w działalności wojskowej oraz dywersyjnej już od lat 30. przez oficerów wojska polskiego, a znaczna część kierownictwa ŻZW była wcześniej żołnierzami w polskiej armii.
Broń dostępna dla Armii Krajowej również była bardzo ograniczona.
„Po jednym stenie na sekcję, czyli na sześciu ludzi. Poza tym pistolety, kilka granatów i to wszystko. Raczej mało, chociaż byliśmy wtedy jednym z najlepiej uzbrojonych oddziałów AK. Trzeba pamiętać, że była to wiosna 1943 i Armia Krajowa miała wtedy jeszcze dużo mniej broni, aniżeli rok później, w czasie Powstania. Pamiętam po odprawie na Podwalu u Sternika, podchodzi do mnie jeden moich żołnierzy, młody dziewiętnastoletni chłopak – Wilk się przezywał. “Panie Zygmuncie, mówi niespokojnie – na co my się porywamy z tymi kilkoma granatami, przecież Niemcy maja cekaemy, czołgi, artylerię, idziemy z motyką na słońce”. – Zygmunt Malinowski ps „Kruk” (żołnierz AK, który brał udział w tej akcji). 

### Plany akcji zbrojnych

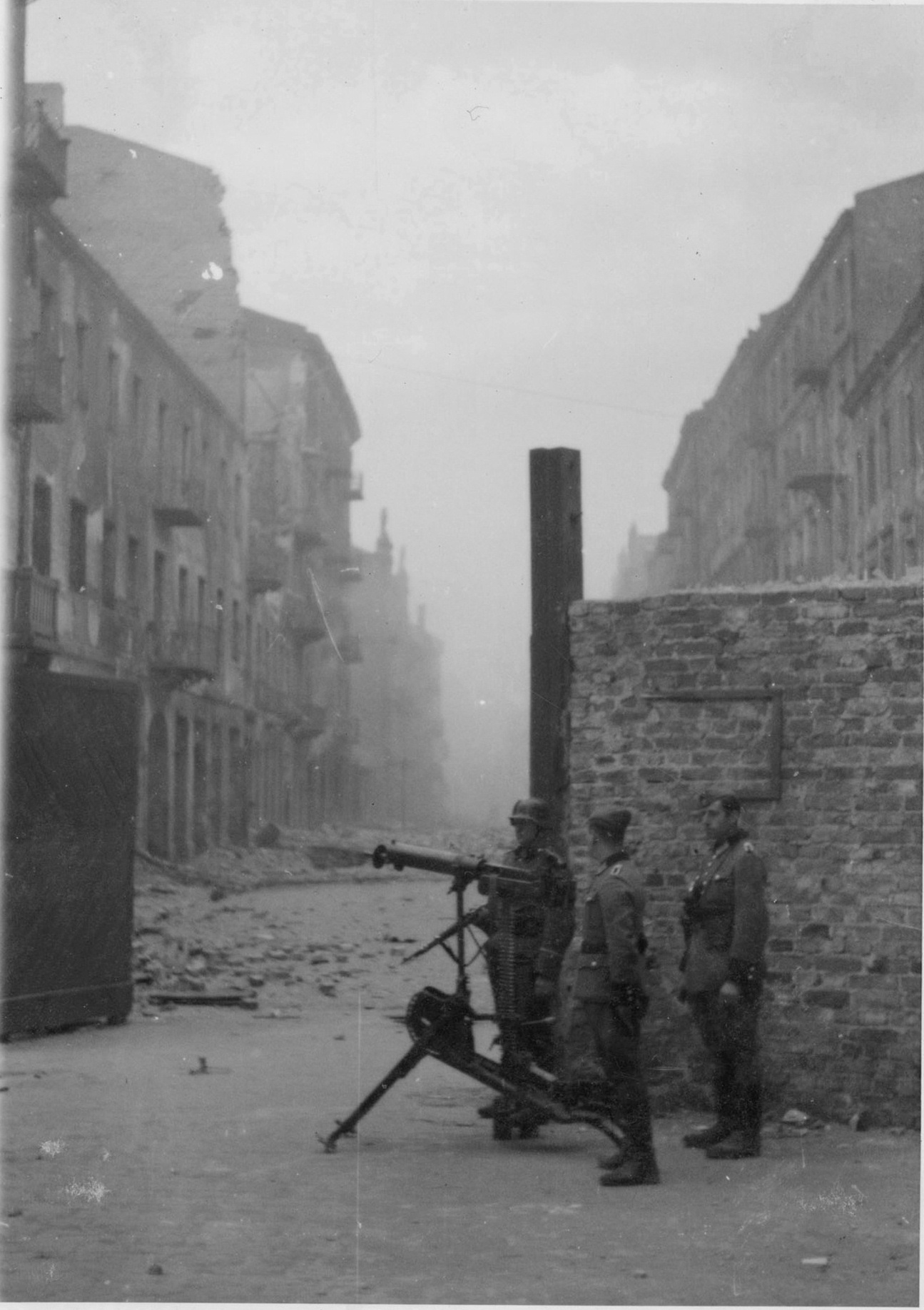
Niemiecki posterunek przy murze getta

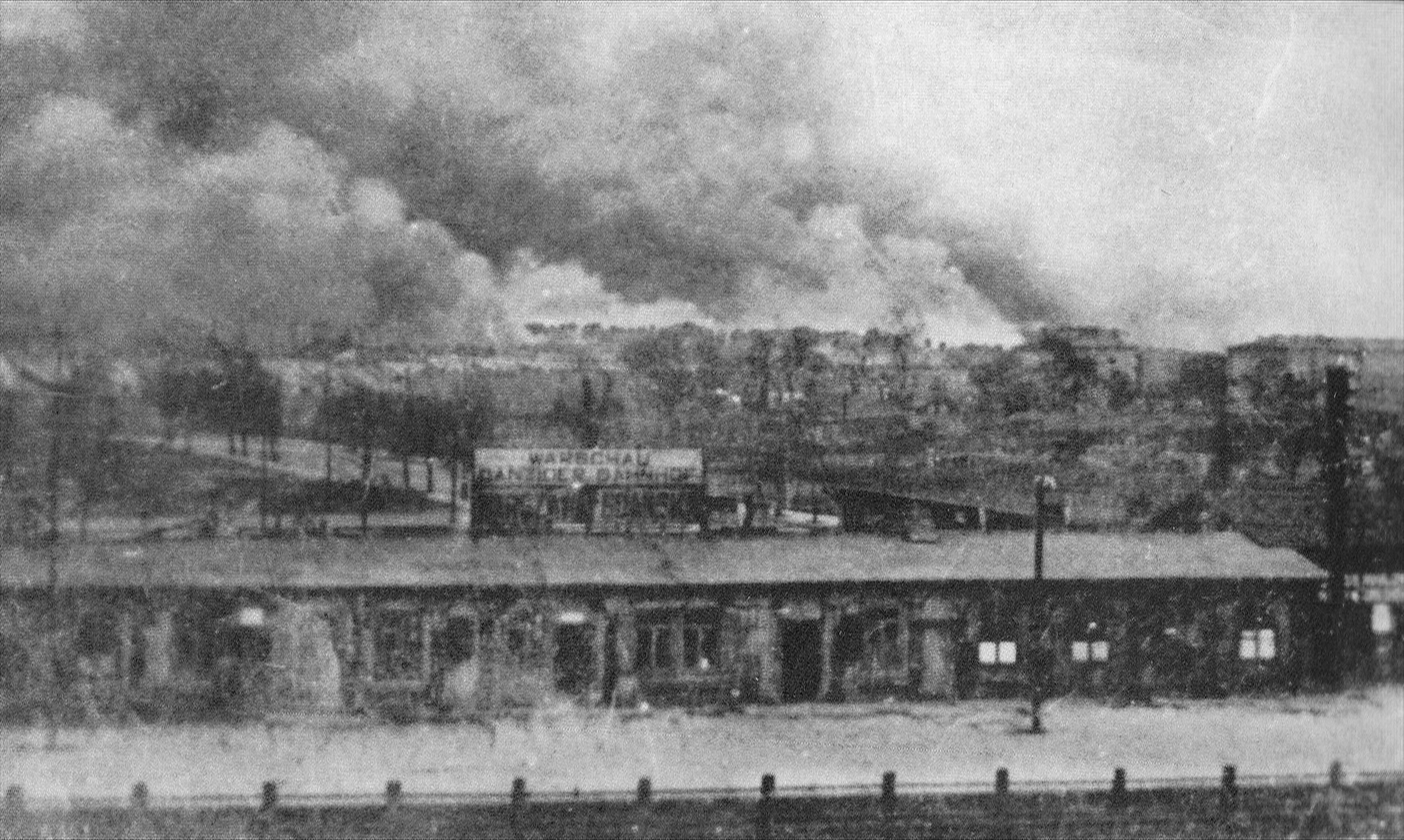
Dworzec Gdański i płonące getto w 1943.

Pierwsze koncepcje odciążającego powstańców żydowskich uderzenia AK na hitlerowców, w tym wysadzenia murów getta warszawskiego, pojawiły się w szeregach AK w początkach 1943, na kilka miesięcy przed wybuchem powstania. Kedyw już w lutym 1943 roku wyznaczył do tego zadania cały oddział, pod dowództwem Józefa Pszennego, który podzielono na cztery kilkuosobowe sekcje. W dzień akcji, sekcja 1: dowódca Władysław Babczyński, skład: Marian Dukalski, Włodzimierz Malinowski, Zygmunt i Piotr Puchalscy, Edward Branicki, Zygmunt Puterman, Eugeniusz Morawski; sekcja 2: dowódca Mieczysław Zborowicz, skład: Eustachiusz Malinowski, Aleksander Gozdan, Ryszard Górecki, Bronisław Cholewiński, Stefan Gąsiorowski; sekcja 3: dowódca Zbigniew Młynarski, skład: Czesław Młynarski, Orest Fedorenko, Franciszek Jabłonowski, Henryk Cepek; sekcja 4 dowódca Józef Łapiński, skład: Zygmunt Malinowski, Józef Wilk, Jacek Malczewski, Leonard Zieliński, Jerzy Potek, Grzegorz Pszenny.
Członkowie oddziału zostali przeszkoleni oraz dokonali przerzutu z Grochowa na Stare Miasto potrzebnego sprzętu, broni oraz min. Początkowo planowano jedynie przeprowadzenie jednej akcji bojowej wspierającej bojowników żydowskich, opierając się na założeniu, że będzie to możliwe tylko w pierwszym dniu. Dowództwo AK przed wybuchem powstania w getcie uważało, że Żydzi będą zdolni stawiać opór jedynie kilka dni, jednak rozwój dalszych wydarzeń zweryfikował te kalkulacje. Plany Armii Krajowej rozważały jako najbardziej realistyczne rozwiązanie dokonanie wyłomów w murze aby umożliwić Żydom ucieczkę z wewnątrz getta. Ostatecznie AK przeprowadziła w sumie kilka prób dokonania wyłomów w murze, a także kilkanaście akcji bojowych skierowanych przeciwko niemieckim jednostkom rozlokowanym wokół getta.
Zadaniem oddziału było uderzenie z zewnątrz na posterunki policji i żandarmerii pilnujące getta, wyburzenie w określonym punkcie muru otaczającego otworu, a następnie ubezpieczenie akcji ewakuacyjnej Żydów w kierunku Żoliborza, otwierającego drogę do Puszczy Kampinoskiej. W rozmowach przeprowadzonych przez przedstawicieli Komendy Okręgu Warszawskiego AK i dowództwa “Kedywu” z przedstawicielami ŻOB uzgodniono ze akcja zostanie przeprowadzona na ulicy Bonifraterskiej, naprzeciwko ulicy Sapieżyńskiej, która stać się miała drogą ucieczki Żydów, a następnie odwrotu grupy osłaniającej. Żydowska Organizacja Bojowa zobowiązała się do ubezpieczenia akcji od strony getta organizując punkty koncentracji grup bojowych I gniazda szczególnego silnego oporu.
Według niektórych źródeł, liczący 18 osób oddział pod dowództwem Henryka Iwańskiego i Władysława Żarskiego-Zajdlera walczył w jego wnętrzu wraz z bojownikami z ZŻW.

## Opis akcji

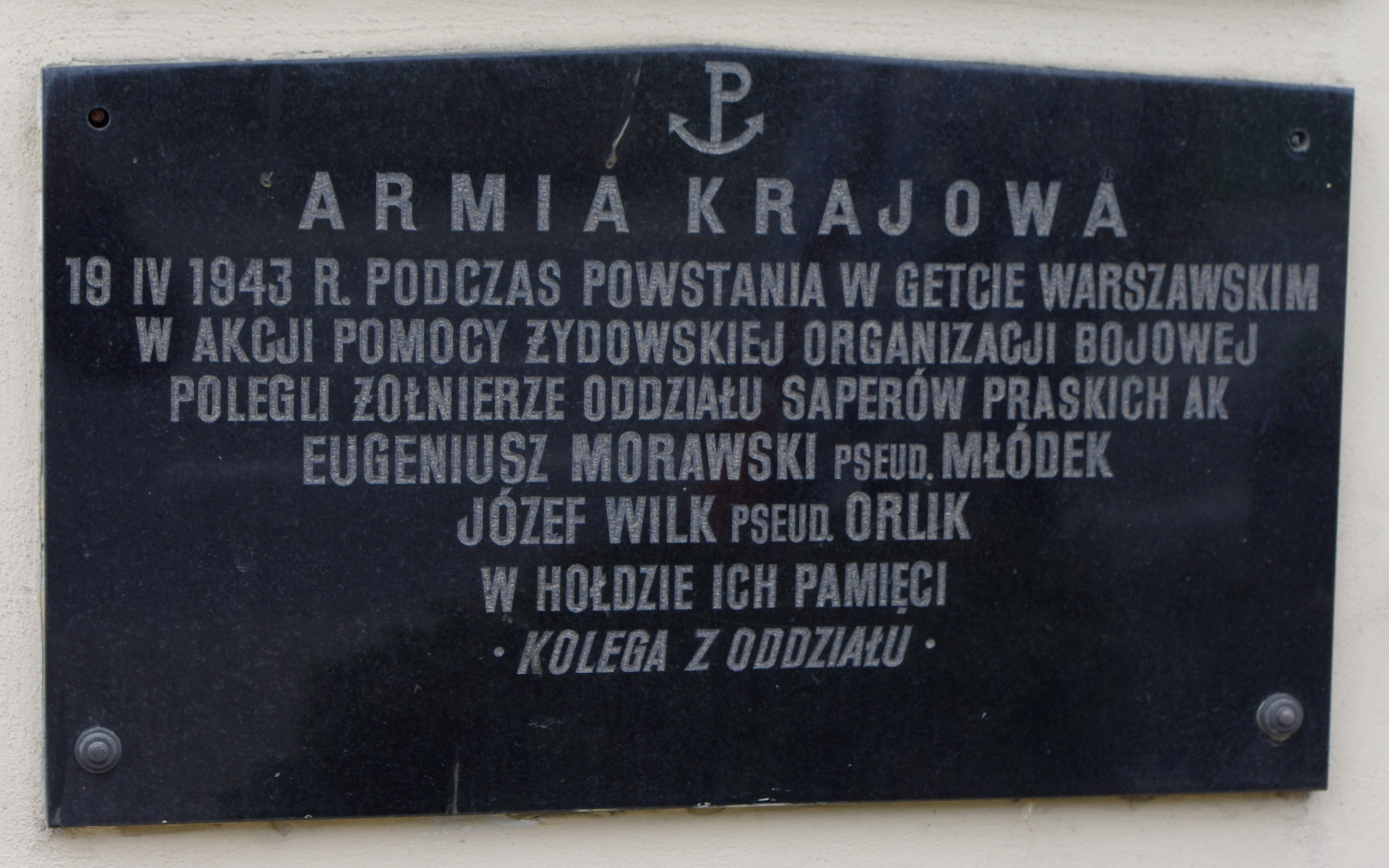
Tablica upamiętniająca żołnierzy AK – Eugeniusza Morawskiego ps. „Młodek” i Józefa Wilka ps. „Orlik” poległych podczas Akcji Getto na ścianie Kościoła Jana Bożego przy ul. Bonifraterskiej 12 w Warszawie

W połowie kwietnia o 4 rano Niemcy przystąpili do likwidacji getta warszawskiego. Zamknęli resztki Żydów kordonem policji, wjechali do środka czołgami i samochodami pancernymi i prowadzą swe dzieło niszczycielskie. Od tego czasu walka trwa. Wybuchy bomb, strzały, pożary trwają dziań i noc. Dokonuje się największa zbrodnia w dziejach ludzkości. Wiemy, że pomagacie umęczonym Żydom jak możecie. Dziękuję Wam rodacy w imieniu własnym i rządu. Proszę Was o udzielenie im wszelkiej pomocy w imieniu własnym i rządu. Proszę Was o udzielenie im wszelkiej pomocy, a równocześnie tępienie tego strasznego okrucieństwa. – Naczelny Wódz Polskich Sił Zbrojnych i premier Rządu na Uchodźstwie gen. Władysław Sikorski w przemówieniu nadawanym przez BBC 5 maja 1943 roku.
Powstanie w getcie warszawskim wybuchło dnia 19 kwietnia 1943 roku w momencie próby wkroczenia wojska niemieckiego na jego teren. Tego samego dnia, po dotarciu meldunków o strzelaninie w getcie, dowódca patroli minerskich kpt. Józef Pszenny „Chwacki” zarządził alarm dla utworzonej wcześniej 55-osobowej grupy, która w sile trzech plutonów już o godzinie 18 przedostała się w okolice muru na ulicy Bonifraterskiej. Celem oddziałów dywersyjno-saperskich było rozbicie murów i poprzez dokonane wyłomy umożliwienie ucieczki mieszkańcom getta w stronę Dworca Gdańskiego i Żoliborza, a stamtąd do Puszczy Kampinoskiej.
Akowcy wyruszyli na akcję o godz. 19. Ładunki zostały przygotowane w ciągu godziny, jednak minerzy mieli problem w dostaniu się pod mur getta z powodu znacznych niemieckich sił, które zostały rozlokowane wokół murów. Na pobliskich dachach oraz balkonach Niemcy umieścili gniazda karabinów maszynowych, a po ulicach wokół krążyły niemieckie patrole. Dodatkowo w rejon planowanych działań patroli minerskich „Chwackiego” nadjechały trzy samochody z granatową polską policją, której zadaniem było tworzenie kordonu wokół murów aby nie dopuszczać osób z zewnątrz, a także aby wyłapywać Żydów uciekających z ogrodzonego terenu. Do granatowych policjantów ogień otworzyli żołnierze AK z osłony minerów. Wywiązała się strzelanina, do której włączyły się gniazda niemieckich karabinów maszynowych rozlokowane na balkonach i dachach. Niemcy do walki włączyli także inne jednostki z wozem pancernym, w wyniku czego zginęło dwóch żołnierzy AK Eugeniusz Morawski oraz Józef Wilk, a czterech pozostałych zostało rannych. Zginęło również dwóch Niemców, kilku zostało ranionych. Mimo tej niekorzystnej sytuacji 25-osobowa grupa saperów AK pod dowództwem „Chwackiego” podjęła próbę wysadzenia muru getta. Minerzy nie zdołali jednak dotrzeć do murów i zostali zmuszeni do ucieczki porzucając ładunek na ulicy, który po detonacji na jezdni nie zdołał wysadzić przeszkody.

### Szczegóły akcji przy murze getta 19 kwietnia 1943
Zadaniem oddziału Józefa Pszennego „Chwackiego” było uderzenie z zewnątrz na posterunki policji i żandarmerii pilnujące getta, wyburzenie w określonym punkcie muru otaczającego otworu, a następnie ubezpieczenie akcji ewakuacyjne Żydów w kierunku Żoliborza, otwierającego drogę do Puszczy Kampinoskiej. W rozmowach przeprowadzonych przez przedstawicieli Komendy Okręgu Warszawskiego AK i dowództwa Kedywu i z przedstawicielami ŻOB uzgodniono ze akcja zostanie przeprowadzona na ulicy Bonifraterskiej, naprzeciwko ulicy Sapieżyńskiej, która stać się miała drogą ucieczki Żydów, a następnie odwrotu grupy osłaniającej. Żydowska Organizacja Bojowa zobowiązała się do ubezpieczenia akcji od strony getta organizując punkty koncentracji grup bojowych i gniazda szczególnego silnego oporu.
Główny cel całej operacji, rozbicia muru getta, powierzono sekcji Władysława Babczyńskiego „Pastora”. Wyznaczono bramę jednego domów przy zabiegu ulic Sapieżyńskiej i Bonifraterskiej, w której pod osobistym nadzorem „Chwackiego” minerzy mieli zmontować obie miny. „Młodek” (Eugeniusz Morawski), „Jasny” (Jerzy Postek), „Tygrys” (Włodzimierz Malinowski) i „Marek” (Marian Dukalski) mieli zawiesić na murze zmontowane i zapalone obie miny i jak najszybciej wycofać się.
Grupie tej zapewniona osłoną, na jednym rogu ulic Sapieżyńskiej i Bonifraterskiej czuwać miał „Pastor” i reszta swej sekcji, a na drugim „Gajowy” (Mieczysław Zborowicz), „Lotnik” (Bronisław Cholewiński) i „Ułan” (Stefan Gąsiorowski). Na ich zapleczu w głębi ulicy Sapieżyńskiej „Kruk” (Zygmunt Malinowski) oraz „Jarząbek” (Tadeusz Zieliński). Odcinek między ulicami Sapieżyńską i Konwiktorska obsadziła sekcja „Kreta” (Zbigniew Młynarski). Odcinek między Sapieżyńską i Franciszkańską ubezpieczał „Chmura” (Józef Łapiński) z „Kujawą” (Jacek Mackiewicz) i „Orlikiem” (Józef Wilk). Punkt dowodzenia „Chwackiego” leżał centralnym punkcje akcji, na wylocie ulicy Sapieżyńskiej.
Duże siły oddziałów SS i policji skoncentrowane na osi ulic Świętojerskiej–Bonifraterskiej–Muranowskiej, które zmieniły stosunki. Ustanowione na dachach i balkonach okolicznych domów karabiny maszynowe sieją gęstym ogniem poza mury getta. Ogień karabinów maszynowych i wybuchy w getcie zagłuszały wszystko. Znaczne utrudnienie w tej sytuacji sprawiali przechodnie, zgromadzeni wzdłuż Bonifraterskiej. Tłum ludzi umożliwił ludziom „Chwackiego” dotarcie do wyznaczonych miejsc, ale jednak uniemożliwiał łączność z poszczególnymi sekcjami, rozstawionymi na dość dużej przestrzeni i utrudniał jednolite dowodzenie całością akcji. Po zajęciu stanowisk przez ubezpieczenie sekcja „Pastora” w domu na rogu Sapieżyńskiej i Bonifraterskiej, minerzy przystąpiła do montowania i uzbrajania min. „Chwacki” z czterema ludźmi zajął stanowisko pomiędzy bramą, w której była przygotowana mina, i na stanowiskiem „Gajowego”.
W momencie, kiedy minerzy wychodzili z bramy, wjechały trzy samochody ciężarowe pełen żandarmów niemieckich i z „granatową” policja. Dwa odjechały w kierunku ul. Konwiktorskiej, ostatni zatrzymał się na rogu ul. Sapieżyńskiej. Niemiecki żandarm dostrzegł „Tygrysa” i innych dźwigając minę. Do wyskakujących z samochodów policjantów otworzyli ogień „Marek” i „Kruk”, a następnie sekcja „Gajowego”. Strzelanina ta stała się sygnałem do podjęcia akcji przez wszystkich uczestników, oraz spowodowała panikę i ucieczki tłumu spod muru. Minerzy zostali przez tłum uciekających zepchnięci o kilka kroków do tyłu i kiedy ulica opustoszała, znaleźli się dość dużej odległości od muru. Niemcy widząc opustoszałe ulice obsadzone przez strzelających ludzi „Chwackiego” skierowali na nich gwałtowny ogień z karabinów i pistoletów maszynowych. Przewaga Niemców była ogromna, wielu ich ukrytych było za murem getta i na dachach okolicznych domów. „Chwacki”, a za nim „Tygrys” rzucili granaty za mur getta chcąc zmniejszyć skuteczność niemieckiego ognia. Pod tym ogniem grupa minerów dźwigają miny, które razem ważyły około 70 kg, do muru getta. Ale nie mogą dotrzeć do muru, karabin maszynowy kosi po nich, padł zabity „Młodek” a obok jego „Orlik”. Czterech rannych, jeden bardzo ciężko. Muszą wycofać i zostawiają na jezdni uzbrojone miny.
W tym momencie stało się jasne że akcja się nie udała. Niemcy po pierwszym zaskoczeniu opanowali sytuację i dostęp do muru, od strony minerów i od stron getta przez ZOB był niemożliwy. „Chwacki” wydał rozkaz o zabrania rannych i wycofania się. Z chwilą, kiedy jego ludzie znaleźli się w dostatecznej odległości, odpalił miny i dołączył do wycofującej grupy. Za chwile potężna detonacja wzbiła się w niebo i echo odbija się od muru getta. Uciekając z rannymi żołnierzami na plecach, przy Zakroczymskiej blokują im drogę lotnicy niemieccy, którzy otworzyli ogień, ale żołnierze AK uspokoili ich grantami. Grupa przez Sapieżyńska dostała się do domu przechodniego przy Nowiniarskiej i stąd małymi grupkami rozproszyła się do domów.
Bilans Akcji zbrojne oddziału „Chwackiego” uznać trzeba z punktu widzenia wojskowego za ujemny, choć w walce zginęło kilkunastu policjantów niemieckich i granatowych. Jednak nie zdołano wykonać zasadniczego rozkazu komendanta Okręgu Warszawskiego, rozbicia muru. W nierównej walce poległo dwóch żołnierzy AK i czterech rannych zostało wyeliminowanych na pewien czas. Na niepowodzenie tej akcji wpłynął wiec niewątpliwie, obok obiektywnych trudności w miejscu uzgodniony ZOB, także brak wystarczający broni i należytego doświadczenia bojowego.
Chociaż nasze zadanie nie powiodło się, akcja Armii Krajowej nie skończyła się na tym. Oddziały dywersyjne Kedywu przeprowadziły wtedy kilkanaście wypadów na Niemców likwidujących Getto. Prowadziliśmy również zakrojoną na szeroka skale akcje wyciągania Żydów z Getta kanałami. Trwało to tak długo, dopóki Niemcy nie pozasypywali wszystkich kanałów – Józef Pszenny ps „Chwacki”.
Oddziały AK próbowały wysadzić mur na ul. Bonifraterskiej jeszcze dwa razy. 22 kwietnia licząca 35 osób grupa próbowała ostatni raz wysadzić mur, została jednak otoczona przez hitlerowców. Żołnierze ci zostali aresztowani i prawdopodobnie rozstrzelani. Kolejną analogiczną próbę wysadzenia murów getta podjęła dnia 23 kwietnia 1943 roku grupa mjr. Jerzego Lewińskiego „Chuchra” u zbiegu ul. Okopowej i Pawiej. Również ta akcja zakończyła się niepowodzeniem oraz strzelaniną, w której zabito kilku niemieckich żołnierzy.
W związku z niepowodzeniem wysadzenia murów getta związane z dużą koncentracją sił niemieckich rozlokowanych w tym rejonie zmieniona została taktyka działania. Oddziały AK otrzymały od Kedywu rozkaz kontynuowania akcji nękających niemieckie posterunki otaczające getto. Planowe akcje rozpoczęto od 23 kwietnia, ale pierwsza z nich miała miejsce już 22 kwietnia kiedy oddział AK pod dowództwem Więckowskiego „Ryszarda” zlikwidował posterunek złożony z oddziałów litewskiej policji pomocniczej w rejonie placu Muranowskiego oraz ul. Niskiej dzięki czemu z getta udało się uciec kilku Żydom.
Dnia 23 kwietnia grupy Kedywu na rozkaz Antoniego Chruściela przeprowadziły kilka akcji w okolicy getta, którymi dowodził mjr Jerzy Antoni Lewiński „Chuchro”. Tego dnia patrol AK pod dowództwem podchorążego Zbigniewa Stalkowskiego „Stadnickiego” zlikwidował dwa posterunki policji niemieckiej przy murach getta, na ulicach Leszno i Orlej. Zlikwidowano również posterunki niemieckie przy ulicy Okopowej oraz ostrzelano oficerów SS zdążających do getta samochodem. Kolejne dwa patrole oddziału dywersyjnego z AK Mokotów pod dowództwem Zbigniewa Dunin-Wąsowicza zlikwidowały posterunki niemieckie na Lesznie i ul. Orlej. Z kolei 28 kwietnia patrol AK pod dowództwem por. Tadeusza Kern-Jędrychowkiego „Szrapnela” zaatakował posterunek SS na ul. Zakroczymskiej, zabijając dwóch Niemców.
Od 24 kwietnia codzienna akcja patroli na Niemców przy getcie, celem zadania strat Niemcom oraz szkolenia oddziałów własnych. Dotychczas akcje bez strat własnych. Straty Niemców codziennie kilku. – „Sprawozdanie Kedywu Okręgu Warszawskiego Armii Krajowej za miesiąc kwiecień 1943 roku”.
Oprócz akowskiej „Akcji Getto” zbrojnych akcji pomocy dla powstańców getta dokonywali również żołnierze Gwardii Ludowej, Socjalistycznej Organizacji Bojowej oraz Milicji Ludowej RPPS. Z pomocą GL wydostać zdołano kanałami kilkudziesięciu bojowców ŻOB (pewna liczba dalszych zdołała przedrzeć się na własną rękę). Żydowscy powstańcy walczyli także po „aryjskiej” stronie muru, m.in. kilku Żydów rzuciło granatem w stronę patrolu policji polskiej na placu Teatralnym (po pościgu zostali oni schwytani i rozstrzelani przy ul. Królewskiej).

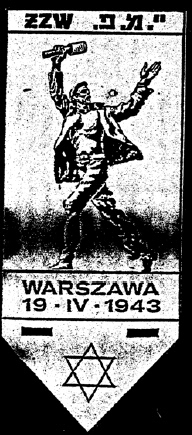
Pamiątkowy proporzec Żydowskiego Związku Wojskowego upamiętniający walki w getcie

### Bitwa na placu Muranowskim
Według relacji Władysława Zajdlera „Żarskiego”. 27 kwietnia na placu Muranowskim odbyła się bitwa pomiędzy oddziałem Żydowskiego Związku Wojskowego a oddziałami niemieckimi, w której uczestniczył również 18-osobowy oddział „W” Korpusu Bezpieczeństwa, dowodzony przez Henryka Iwańskiego „Bystrego” z KB, w skład którego wchodziła drużyna dowodzona przez samego Władysława Zajdlera „Żarskiego” oraz sekcja Lejewskiego „Garbarza”. Według relacji Zajdlera, 27 kwietnia Polacy przedostali się tam tunelem do walczących z uzupełnieniem broni, amunicji i żywności, ale wobec zupełnego wyczerpania powstańców zastąpili oni oddział ŻZW pod dowództwem Dawida Apfelbauma na kluczowej pozycji między ruinami w okolicy nieistniejącego już placu Muranowskiego a ulicą Nalewki (dzisiejsza ul. Bohaterów Getta), odpierając niemieckie i łotewskie ataki wsparte przez broń pancerną. W ciężkich całodziennych walkach obronnych śmierć poniosło 3 podkomendnych Iwańskiego, w tym jego brat oraz jego dwaj synowie, zginąć miało też 10 Żydów, w tym Dawid Apfelbaum. Sam Iwański w wyniku odniesionych ran został wyniesiony tunelem z powrotem przez swoich ocalałych żołnierzy wraz z 30 rannymi. Tym samym sposobem ewakuowano później także 34 uzbrojonych powstańców ŻZW.

#### Kontrowersje
Niektórzy historycy kwestionują prawdziwość relacji Władysława Zajdlera „Żarskiego” dotyczącej bitwy na pl. Muranowskim. Według Barbary Engelking i Jacka Leociaka, relacja ta nie znajduje potwierdzenia w żadnych innych źródłach, a przy tym wiadomo, że oddziały ŻZW opuściły getto przed 27 kwietnia, O ile więc ta relacja jest prawdziwa, to zdaniem tych historyków Zajdler myli się co do daty albo do miejsca walk. Zdaniem Dariusza Libionki i Laurence’a Weinbauma, Iwański i Zajdler sfałszowali relacje na temat swojego uczestnictwa w walkach w getcie w celu uzyskania przywilejów kombatanckich. Relacja Zajdlera o bitwie pojawiła się dopiero w 1962, a we wcześniejszej, bardzo obszernej relacji złożonej w 1948 Iwański nie wspomina o bitwie z 27 kwietnia, o śmierci członków swojej rodziny, ani o wspólnej walce z Zajdlerem. Libionka i Weinbaum, powołując się na inne nieścisłości (np. data powstania Korpusu Bezpieczeństwa to dopiero jesień 1943) twierdzą, że relacje o wspólnej walce Iwańskiego i Zajdlera z ŻZW są nieprawdziwe.

## Raport Stroopa
Udział polskiego podziemia zbrojnego w walkach w getcie oraz poza nim potwierdza 75-stronicowy Raport Stroopa generała SS i policji, Jürgena Stroopa, który był dowódcą oddziałów niemieckich zwalczających powstanie. Raport wielokrotnie wspomina o zaangażowaniu w walki polskiego ruchu oporu zarówno w atakach wymierzonych w kordon policyjny rozmieszczony wokół getta jak w walkach w jego wnętrzu. Autor wobec Polaków używa określenia „polnische Banditen” – „Polscy bandyci”. Adekwatne opisy można znaleźć w następujących fragmentach:
- We wstępie pisze, że jego siły były: „nieustannie pod ostrzałem ognia spoza getta, to znaczy ze strony aryjskiej....” oraz „Przy pierwszym wtargnięciu do getta udało się Żydom i polskim bandytom dzięki przygotowanemu napadowi z bronią w ręku odeprzeć nasze atakujące siły wraz z czołgami i wozami pancernymi”.
- „Główna grupa Żydów, wymieszana z polskimi bandytami, wycofała się na tak zwany Plac Muranowski już w pierwszym lub drugim dniu walk. Tam zostali dozbrojeni przez znaczną grupę polskich bandytów. Grupa ta postanowiła się ufortyfikować w każdy możliwy sposób aby powstrzymać nas od dalszej penetracji terenu getta. Na dachu betonowego budynku wznieśli dwie flagi żydowską oraz polską jako sygnał do walki przeciw nam. Te dwie flagi zostały zdobyte w drugim dniu akcji podczas rajdu specjalnej grupy bojowej. W walkach z bandytami poległ SS-Untersturmführer Dehmke”[43][44][45][46].
- Pod datą 22 kwietnia „Należy ponadto donieść, że od wczoraj część znajdujących się w akcji oddziałów jest ciągle ostrzeliwana spoza getta, a więc ze strony aryjskiej. Oddziałom szturmowym, które natychmiast przeciwdziałały, udało się w jednym wypadku schwytać 35 polskich bandytów, komunistów, których natychmiast zlikwidowano. W czasie rozstrzeliwań zarządzonych dzisiaj z konieczności, zdarzało się znowu, że bandyci ginęli z okrzykiem: «Niech żyje Polska». «Niech żyje Moskwa»”[47].
- Pod datą 27 kwietnia w swoim raporcie Jürgen Stroop opisuje niemieckie walki przeciw licznej grupie żydowskich powstańców ulokowanych w budynkach przylegających do północno-wschodniej części getta, znajdujących się poza jego terenem na Muranowie. Stroop wysłał tam jednostki pod dowództwem Diehla na podstawie donosu, który wpłynął do niemieckiego dowództwa. Niemcy odkryli tam 120-osobową grupę „silnie uzbrojoną w pistolety, karabiny oraz lekkie karabiny maszynowe”, która stawiała opór. W bitwie, która się wywiązała, „24 bandytów zostało zabitych, a 52 aresztowano”[48]. Walki przeciągnęły się do dnia następnego. Stroop notuje: „(...) aresztowaliśmy 17 Polaków, pomiędzy nimi dwóch policjantów polskich, którzy powinni byli wiedzieć o istnieniu tej bandy. W operacji zdobyliśmy 3 karabiny, 12 pistoletów, częściowo o większym kalibrze, 100 polskich granatów, 27 niemieckich hełmów, całkiem sporą liczbę niemieckich mundurów i płaszczy, amunicję do karabinów maszynowych, 300 magazynków amunicji itd. Dowódca oddziału szturmowego miał trudne zadanie do spełnienia, gdyż wielu bandytów nosiło niemieckie mundury. Ale pomimo tego energicznie się z tym uporał. Pomiędzy bandytami, którzy zostali złapani lub zabici było trochę polskich terrorystów, których zidentyfikowaliśmy z całą pewnością. Dzisiaj z sukcesem odkryliśmy i zlikwidowaliśmy jednego z założycieli oraz przywódców żydowsko-polskiej organizacji wojskowej”[49][50].

W swojej relacji z całej akcji pacyfikacyjnej w getcie Jürgen Stroop chronologicznie podaje konkretne liczby złapanych i zabitych „Żydów oraz polskich bandytów” czasem wyszczególniając ich polską narodowość:
- pod datą 22 kwietnia Stroop notuje, że jego siły zabiły „203 Żydów i bandytów” oraz „35 Polaków zabito poza gettem”.
- pod datą 23 kwietnia „200 Żydów i bandytów”.
- 27 kwietnia „24 polskich bandytów zabitych w bitwie; 52 polskich bandytów aresztowano”.
- 28 kwietnia „10 bandytów zabitych i 9 aresztowano”.
- 8 maja „aresztowano 60 ciężko uzbrojonych bandytów”.
- 9 maja podaje, że „złapano 1037 Żydów i bandytów oraz że zastrzelono 319 bandytów i Żydów. W sumie złapano 51 313 Żydów; 254 Żydów i bandytów zastrzelono poza gettem”.
- 10 maja „złapano 187 bandytów i Żydów”.
- 11 maja „złapano 931 Żydów i bandytów oraz 53 bandytów zastrzelono”.
- 14 maja „154 Żydów i bandytów zastrzelono”.
- 15 maja „67 „bandytów i Żydów zastrzelono”.
- 16 maja „zniszczono 180 Żydów, bandytów i podludzi”.

Akcję Iwańskiego Stroop opisuje następująco: „Główna grupa Żydów, wymieszana z polskimi bandytami, wycofała się na tak zwany Plac Muranowski już w pierwszym lub drugim dniu walk. Tam zostali dozbrojeni przez znaczną grupę polskich bandytów”. Akcję wywiezienia żydowskich bojowników z getta Stroop opisał słowami „Jednej z grup bojowych z powodzeniem udało się wyjść z kanału na ciężarówkę oraz uciec (około 30–35 bandytów)...”, a w innym fragmencie „Bandyci oraz Żydzi – byli polscy bandyci pomiędzy tymi bandami uzbrojeni w karabiny, pistolety oraz w jednym przypadku w lekki karabin maszynowy – wsiedli na ciężarówkę i odjechali w nieznanym kierunku”.

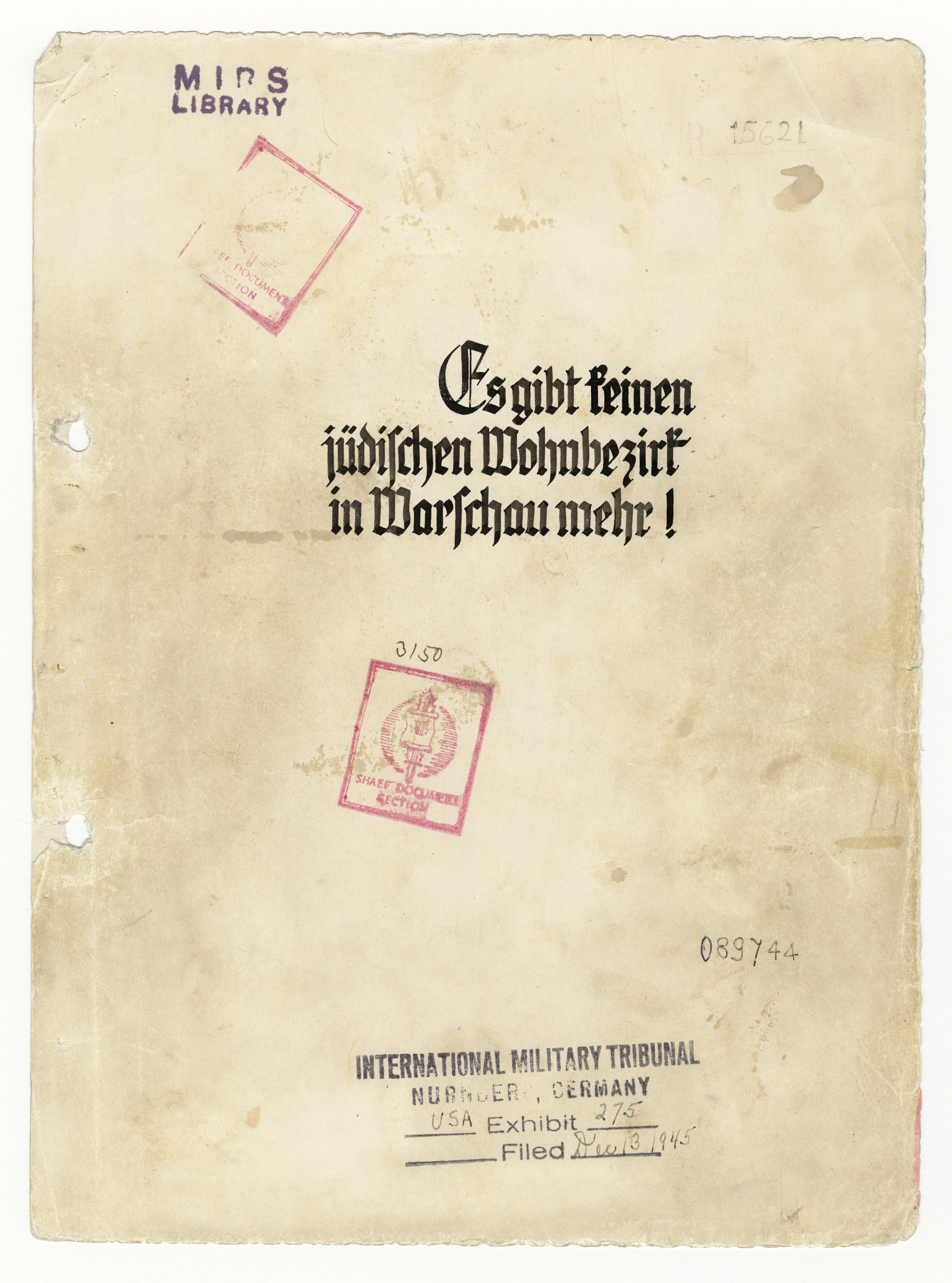
Okładka tzw. Raportu Stroopa napisanego przez Jürgena Stroopa, dowódcę sił niemieckich tłumiących powstanie w getcie, który potwierdza udział „polskich bandytów” w pomocy powstańcom
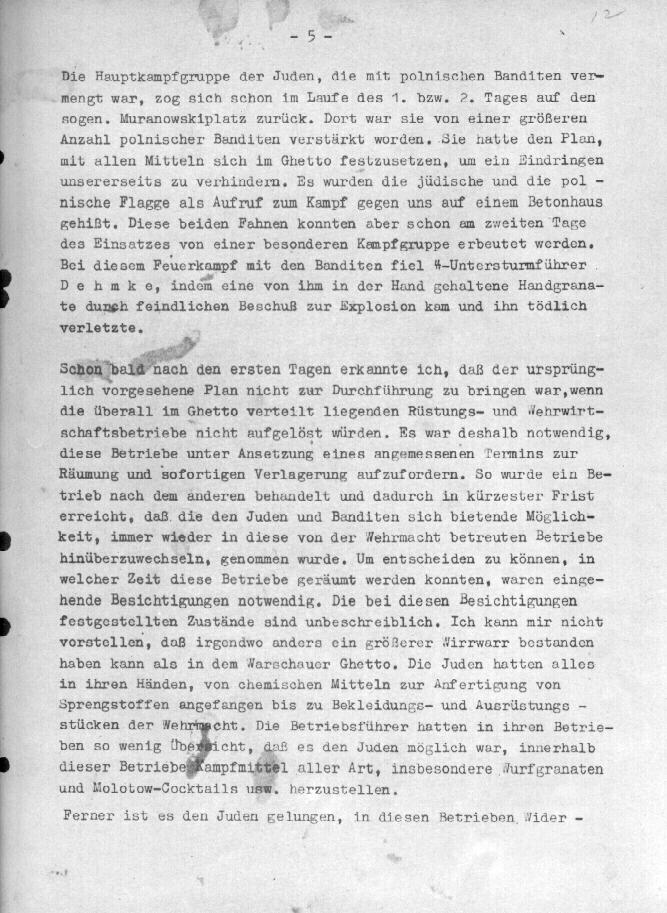
Piąta strona Raportu Stroopa z opisem bitwy na placu Muranowskim
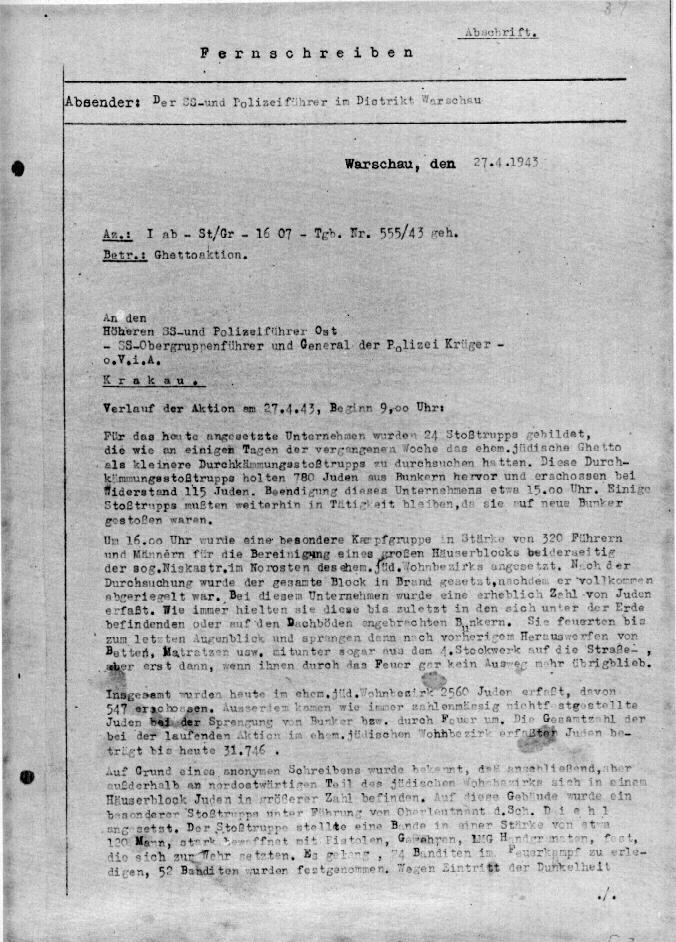
Strona 39 z Raportu Stroopa opisująca akcje bojowe z getta w dniu 27 kwietnia 1943 roku
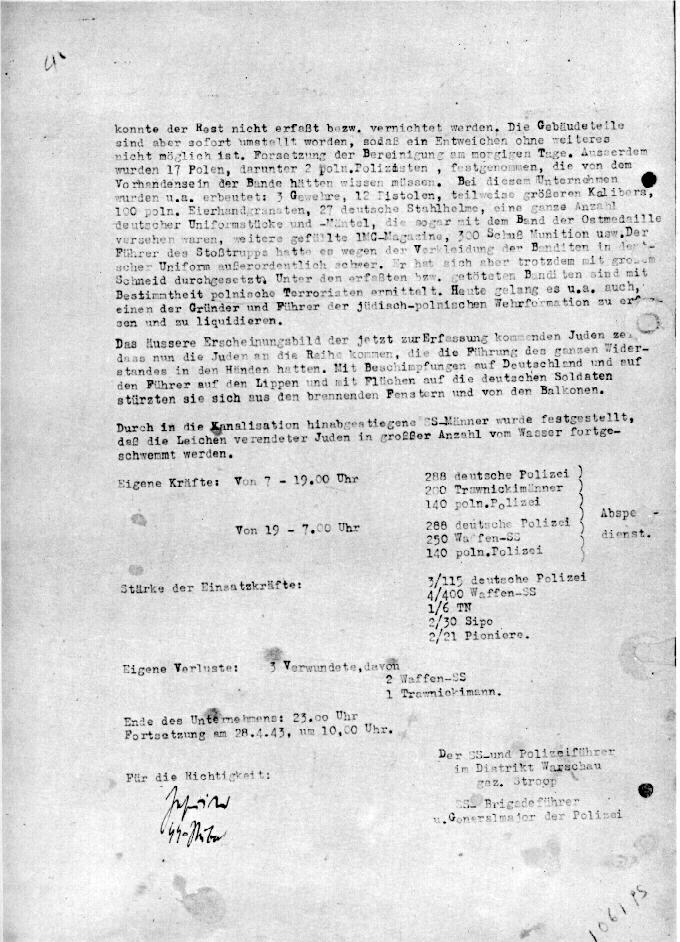
Kontynuacja meldunku z dnia 27 kwietnia opisująca walki przeciw „jüdisch-polnische Wehrformation” – żydowsko-polskiej formacji zbrojnej